# Faronta moderata
Faronta moderata là một loài bướm đêm trong họ Noctuidae.